# 기회 원인론
기회 원인론(機會原因論) 또는 우인론(偶因論)은 창조된 물질은 사건의 작용인(作用因)이 될 수 없다고 주장하는 인과관계에 관한 이론이다. 대신 모든 사건은 신에 의해 직접 일어난다. 이 이론은 세속적 사건 사이에서 마치 작용인이 작동하는 것처럼 보이는 것은 신이 어떤 사건 뒤에 다른 사건을 일으키는 것 때문에 발생한다고 주장한다. 그러나 신이 일으키는 사건 사이에 어떤 관계가 있을 필요는 없다. 첫 번째 사건이 신으로 하여금 두 번째 시간을 일으키게 하지 않으며 신은 첫 번째 사건을 일으킨 다음 두 번째 사건을 일으키는 것뿐이다.

## 이원론자
데카르트의 이원론이 미해결인 채로 남긴 문제는 무엇보다도 심신의 문제로, 외연(外延)을 본성으로 하는 물체(신체)와 사고(思考)를 본성으로 하는 정신이 어떻게 관계하며 교섭하느냐에 대한 문제이다. 나아가 데카르트가 자유의지를 인정한 것에서 생겨난 신의 섭리와 인간의 자유를 어떻게 조정하느냐 하는 문제도 관련되어 있다. 횔링크스와 말브랑슈와 같은 데카르트주의자는 이 문제를 해결하기 위하여 기회 이원론을 제시하였다.
횔링크스에 따르면 데카르트적인 2원론에 입각하면 정신과 신체는 두 가지의 상이한 실체(實體)이기 때문에, 교호작용(交互作用)이라는 것은 일어나지 않아야 하는데도 실제로는 신(神)이 양자를 매개하고 있기 때문에 심신의 밀접한 교섭이 일어난다. 신체 내부에 어떤 운동이 일어날 때 신은 이것을 기회(機會, occasion)라 하여 정신 내부에 그것에 상응(相應)하는 운동이 일어나게 하고, 또한 정신 내부에 어떤 운동이 일어날 때 신은 이것을 기회로 하여 신체 내부에 거기에 상응하는 운동이 일어나게 한다는 것이다.

## 같이 보기
- 섭리주의